# Larga
Larga è un comune della Moldavia situato nel distretto di Briceni di 5.080 abitanti al censimento del 2004. È il comune più a nord di tutta la Moldavia.

## Località
Il comune è formato dall'insieme delle seguenti località (popolazione 2004):
- Larga (5.062 abitanti)
- Pavlovca (18 abitanti)